# Letov Š-31

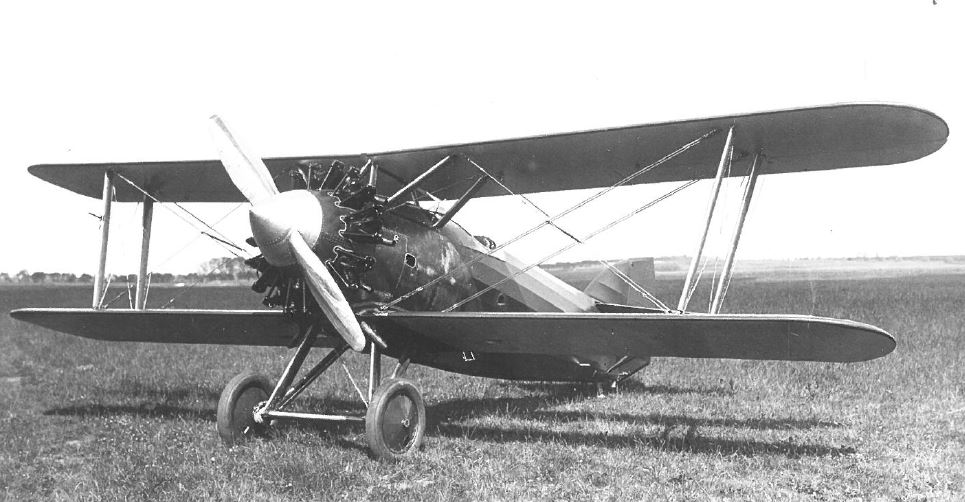
Letov Š-131

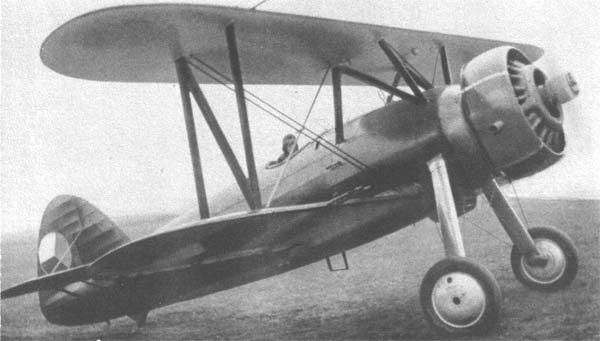
Letov Š-231

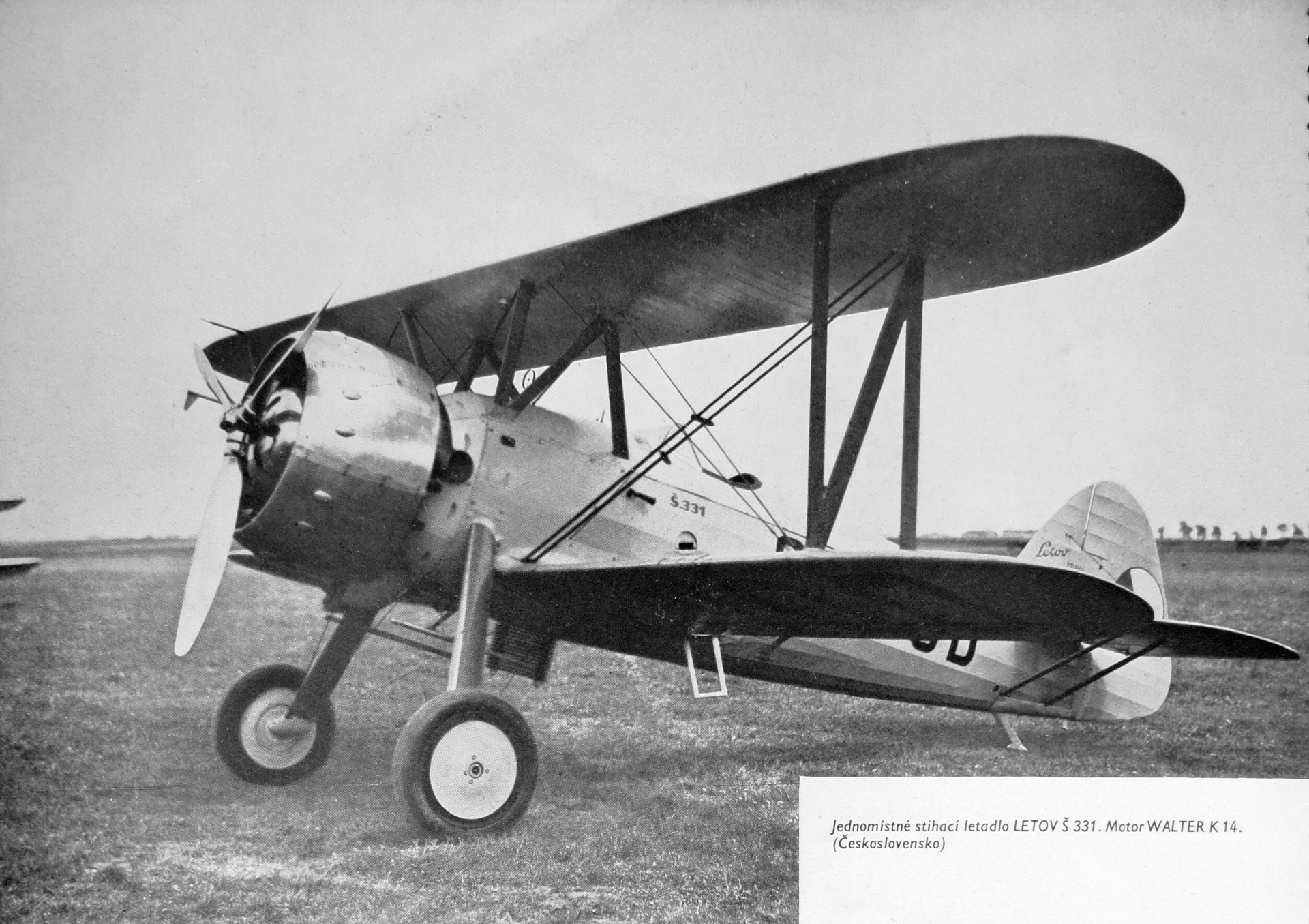
Letov Š-331

Letov Š-31 – czechosłowacki samolot myśliwski z okresu międzywojennego.

## Historia
W 1929 roku Alois Šmolík w wojskowej wytwórni lotniczej Letov, opierając się na konstrukcji samolotu myśliwskiego Š-20J opracował nowy samolot myśliwski oznaczony jako Š-31, który stał się podstawą serii samolotów, które różniły się między sobą tylko zastosowanymi silnikami oraz uzbrojeniem.
Prototyp samolotu Š-31 został oblatany w 1929 roku, a był wyposażony w silnik Walter Jupiter o mocy 450 KM i dwa karabiny maszynowe Vickers kal. 7,7 mm. Po serii prób dokonanych także przez pilotów wojskowych zamówiono 32 samoloty tego typu, przy czym wyposażono je w czechosłowackie karabiny maszynowe ZB vz. 26 kal. 7,92 mm, synchronizowane, umieszczone w kadłubie. Wyprodukowano je w latach 1931–1932.
W tym samym roku zbudowano kolejny prototyp wersji oznaczonej jako Š-131, który różnił się od poprzednika zastosowaniem silnika BMW Hornet o mocy 525 KM. Zbudowano 3 takie samoloty, przy czym dwa sprzedano do Hiszpanii.
W 1933 roku opracowano kolejna wersję tego samolotu oznaczoną jako Š-231, którą oblatano 17 marca 1933 roku. Zastosowano w niej silnik Bristol Mercury o mocy 560 KM oraz wyposażono w 4 karabiny maszynowe ZB vz. 28 (w pierwszym prototypie umieszczono je po 2 w każdym górnym płacie, ale ponieważ powodowały to problemy w locie, w drugim prototypie 2 karabiny umieszczono w płacie, dwa synchronizowane w kadłubie, posiadały one ponadto zaczepy do podwieszania 6 małych bomb o łącznej wadze do 60 kg). Na podstawie tego drugiego prototypu wyprodukowano 25 samolotów tego typu, a ich produkcję zakończono dopiero w 1936 roku. Początkowo wprowadzono je do czechosłowackiego lotnictwa, ale już w 1937 roku zaczęto je wycofywać z jednostek bojowych i za pośrednictwem Estonii sprzedano je wojskom republikańskim Hiszpanii, przy czym samoloty te miały po dwa karabiny maszynowe.
W 1935 roku zbudowano kolejną wersję tego samolotu oznaczoną jako Š-331, wyposażoną w silnik Walter K-14-II o mocy 900 KM, a w 1936 roku kolejną oznaczoną jako Š-431, wyposażoną w silnik Armstrong Siddeley Tiger o mocy 680 KM. Pierwszy z nich miał zbyt wiele niedociągnięć, w związku z tym nie wszedł do produkcji, natomiast Š-431 uległ rozbiciu w czasie pierwszego lotu.

## Użycie w lotnictwie
Samoloty Letov Š-31 weszły na uzbrojenie czechosłowackiego lotnictwa, gdzie były używane do połowy lat trzydziestych. Początkowo były używane jako samoloty myśliwskie, a po wycofaniu ich z eskadr myśliwskich zostały rozbrojone i używano ich jako samolotów treningowych.
Samoloty Letov Š-231 wyprodukowane w niewielkiej serii trafiły do eskadr myśliwskich czechosłowackiego lotnictwa w 1933 roku, ale już 1936 roku zaczęto je wycofywać, a w 1937 roku sprzedano je lotnictwu hiszpańskich republikanów.
Pozostałe wersje samolotu Š-131, Š-331 i Š-431 były używane tylko do badań fabrycznych i testów, uczestniczyły również w mitingach i konkursach lotniczych.
Samoloty w wersji Š-131 (2 samoloty) sprzedane zostały do Hiszpanii, następnie w 1936 roku do Hiszpanii zaczęto dostarczać samoloty Š-231 lotnictwu republikańskiemu, gdzie wzięły one udział w walkach w czasie wojny domowej. W 1937 roku co najmniej 8 samolotów tego typu zdobyły w Barcelonie wojska frankistowskie i używały ich później do lat czterdziestych. Pozostałe samoloty zostały zniszczone, a jeden przeleciał do Francji, gdzie został internowany.
W 1939 roku po upadku Czechosłowacji i powstaniu Republiki Słowackiej część samolotów znajdujących się na terenie utworzonego państwa zostały przejęte przez lotnictwo słowackie i były one użytkowane jako samoloty treningowe do momentu ich zużycia. Samoloty przejęte przez Niemców zostały zezłomowane.

## Opis techniczny
Samolot myśliwski Letov Š-31 był dwupłatem o konstrukcji metalowej. Kadłub mieścił odkrytą kabinę pilota, a przed nią umieszczono silnik. Napęd stanowił silnik gwiazdowy w zależności od wersji, chłodzony cieczą lub powietrzem. Podwozie klasyczne, stałe.
Uzbrojenie stanowiły 2 lub 4 karabiny maszynowe różnych rodzajów w zależności od wersji. W wersji Š-231 samoloty miały ponadto możliwość przenoszenie bomb o łącznej masie 60 kg.
| Wersja                      | Š-31                      | Š-131           | Š-231           | Š-331           | Š-431                    |
| --------------------------- | ------------------------- | --------------- | --------------- | --------------- | ------------------------ |
| Rok budowy prototypu        | 1929                      | 1929            | 1933            | 1935            | 1936                     |
| Ilość zbudowanych samolotów | 33                        | 3               | 27              | 1               | 1                        |
| Rozpiętość (m)              | 9,8                       | 9,8             | 10,06           | 10,06           | 10,06                    |
| Długość (m)                 | 7,15                      | 7,15            | 7,8             | 7,9             | 7,9                      |
| Powierzchnia nośna (m²)     | 21,8                      | 21,8            | 21,5            | 21,5            | 21,5                     |
| Masa własna (kg)            | 830                       | 970             | 1280            | 1450            | 1310                     |
| Masa startowa (kg)          | 1254                      | 1392            | 1770            | 1950            | 1805                     |
| Typ silnika                 | Walter Jupiter VI lub VII | BMW Hornet      | Bristol Mercury | Walter K-14     | Armstrong Siddeley Tiger |
| Moc                         | 450 KM (330 kW)           | 525 KM (386 kW) | 560 KM (441 kW) | 900 KM (661 kW) | 680 KM (500 kW)          |
| Prędkość maksymalna (km/h)  | 254                       | 292             | 348             | 405             | 370                      |
| Prędkość przelotowa (km/h)  | 225                       | 270             | 310             | 385             | 345                      |
| Prędkość wznoszenia (m/s)   | 8,3                       | 12,1            | 9,8             | 12,4            | 12,9                     |
| Pułap (m)                   | 8000                      | 10 000          | 9300            | 11 200          | 9500                     |
| Zasięg (km)                 | 320                       | 450             | 450             | 410             | 450                      |